# Carlos Maussa
Carlos Celindo Maussa Díaz (Montería, 24 de septiembre de 1971) es un exboxeador colombiano. Se coronó campeón mundial el 25 de junio de 2005 al noquear en el séptimo asalto al entonces campeón, el guayanés Vivian Harris, en un combate realizado en Atlantic City, Nueva Jersey, Estados Unidos. Perdió el título mundial el 26 de noviembre de 2005, cuando enfrentó al inglés Ricky Hatton, en Sheffield, Reino Unido.  

## Trayectoria
Tras convertirse en profesional en 2000, ganó dos títulos y disputó varias peleas importantes hasta su retiro en 2007.
Se crio en el barrio Santa Fe de Montería, ciudad a orillas del río Sinú, donde comenzó su impresionante carrera amateur, que finalmente le trajo solo nueve derrotas en 130 combates. Fue nombrado campeón nacional cuatro veces y también campeón centroamericano. Se ganó el apodo de "El Apóstol" por su frecuente predicación del evangelio cristiano.
En su carrera profesional, si bien nunca fue un boxeador superestrella, fue un reconocido "guardián" que ayudó a definir las carreras de varios prospectos de peso welter ligero.